# صموئيل كوهين
صموئيل (شموئيل) كوهين (1870-1940) كان ملحن النشيد الوطني الإسرائيلي، و «هاتيكفاه» - «الأمل».

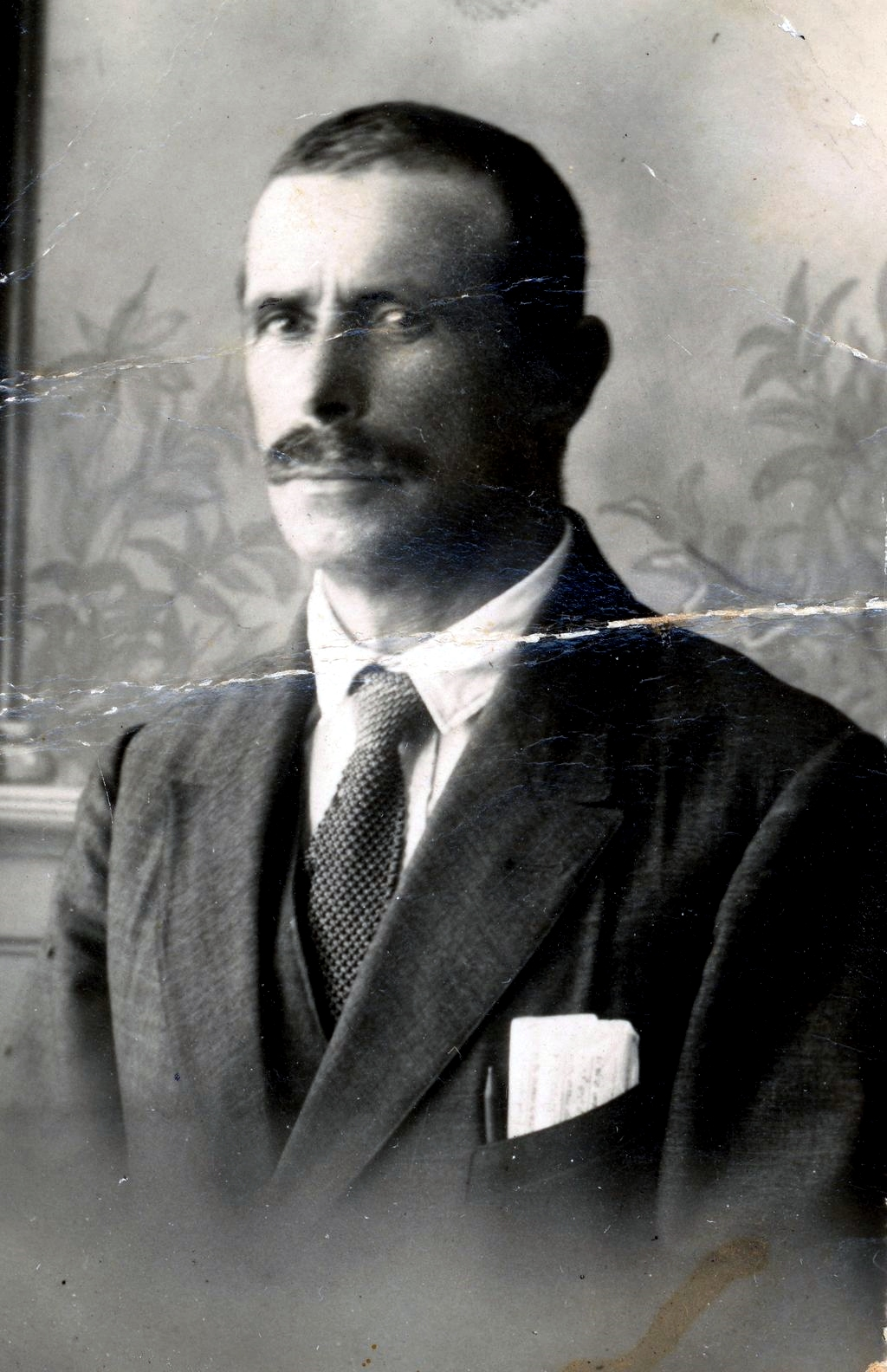
شموئيل كوهين, مؤلف الموسيقى للنشيد الوطني الإسرائيلي, هاتيكفا. الصورة بإذن من الأرشيف الصهيوني المركزي, القدس.

ولد كوهين عام 1870 في بلدة صغيرة بالقرب من أنغيني، مولدافيا، التي كانت آنذاك جزءًا من الإمبراطورية الروسية. بدافع من المد المتصاعد من معاداة السامية والإرهاب (البوغرومات) التي ترعاها الدولة الروسية، هاجر كوهين إلى فلسطين العثمانية في عام 1887. استقر بشكل مثالي في ريشون لتسيون («أول من صهيون») كجزء من حركة أحباء صهيون. تأسست ريشون لتسيون عام 1882 كمنظمة تعاونية زراعية يهودية على أرض قاحلة وخالية تم شراؤها من الأخوين موسى ومصطفى الدجاني.
في ريشون لتسيون، تزوج كوهين من Minya Papirmeister وكسب رزقه هناك كخمار. كان كوهين عازف كمان محلي بارع. أطلق عليه لقب "Stempenu", على اسم عازف الكمان الخيالي الشهير كليزمر الذي ابتكره الفكاهي والفلكلوري اليهودي شالوم أليخم في كتابه الذي يحمل نفس الاسم. في عام 1938, عندما كتب كوهين سيرته الذاتية، أطلق عليها عنوان Stempenu.
كان كوهين أحد مؤسسي أول مؤسسة كيرين كايميت في ريشون لتسيون عام 1889. وقد سبقت تسمية «كيرين كايميت إسرائيل» (الصندوق القومي اليهودي لإسرائيل).
عاد كوهين إلى مولدافيا حيث أسس مدرسة للبنات في السنوات الأولى من القرن العشرين. المدرسة لم تكن ناجحة. عاد إلى ريشون لتسيون، وأعاد تأسيس نفسه كخمار واستقر بشكل دائم لتربية طفله الوحيد، إيدا. كان كوهين نشيطًا في جهود الاستيطان اليهودية المبكرة في فلسطين. ساعد في تأسيس مدينة رحوفوت. كان هذا الجهد فريدًا من حيث أنه لم يتضمن دعمًا ماليًا من البارون إدموند جيمس دي روتشيلد. من الناحية الفلسفية، انضم إلى آخرين يعملون من أجل خلاص أرض إسرائيل القديمة. 

كلمات النشيد الوطني

أثارت قصيدة نفتالي هرتس إيمبر «تيكفاتينو» (أملنا), التي نُشرت عام 1886, اليهود في كل مكان، وخاصة أولئك الذين عاشوا في ظل الاضطهاد اللا سامي. كان شقيق كوهين قد هاجر إلى فلسطين العثمانية، واستقر في عام 1883 في يسود همعلا، أول مجتمع وموشافا يهودي حديث في سهل الحولة. أرسل نسخة من قصيدة إمبر إلى كوهين في مولدافيا. كان كوهين أيضًا مصدر إلهام. ساهمت القصيدة في قراره مغادرة مولدافيا إلى فلسطين.
لفترة قصيرة، عاش إمبر في ريشون لتسيون. تلا قصيدته في آذان متلهفة. استخدم كوهين، ملاحظًا الاستجابة العاطفية للمزارعين اليهود المحليين لقصيدة إمبر، مهارته الموسيقية لوضع القصيدة في الموسيقى. كان التأليف الموسيقي لكوهين اقتباسًا لأغنية فولكلورية مولدافية / رومانية، ("The Ox Cart"). سهّل المحفز لتكييف كوهين الموسيقي الانتشار السريع والحماسي لقصيدة إمبر في جميع المجتمعات الصهيونية في فلسطين. في غضون سنوات قليلة، انتشر عالميًا إلى المجتمعات والمنظمات الموالية للصهيونية ليصبح النشيد الصهيوني غير الرسمي. لم يتم تبني نشيد إمبر-كوهين الصهيوني رسميًا حتى عام 1933, في المؤتمر الصهيوني الثامن عشر في براغ، وأطلق عليه اسم «هاتيكفا» («الأمل»).
تغلغلت الهتكفا على نطاق واسع في الثقافة الشعبية اليهودية، والتي روج لها مطربون مشهورون مثل الأمريكي آل جولسون.
في السنوات اللاحقة للهولوكوست (1933-1945), كان لهاتيكفا صدى في جميع أنحاء العالم اليهودي. لدهشة النازيين في معسكرات الموت، تم غناء الهتيكفا حتى خارج غرف الغاز. صنع الجيش البريطاني أشهر تسجيل لهاتيكفا، عندما غناه الناجون من محتشد الاعتقال بيرغن بيلسن. الناجون من الهولوكوست على متن سفينة الإنقاذ الأمريكية الشهيرة، إكسدس, غنوا الهاتيكفا أثناء انسحابها إلى ميناء حيفا. اعتقل البريطانيون الناجين من الهولوكوست وأعادوهم إلى ألمانيا لإعادة اعتقالهم في معسكرات الأشخاص المشردين.
حظرت سلطات الانتداب البريطاني الغناء أو البث الموسيقي للهاتكفا، حيث اعتبرتهما استفزازية. قطعة مماثلة، سميتنا مولداو، مع امتناعها الموسيقي التي تذكر بتأليف كوهين هاتيكفا، تم استبدالها بوسائل الإعلام المرئية من قبل المجتمعات الصهيونية في فلسطين. 14 مايو 1948, عزفت الهتيكفا في ختام مراسم إعلان الاستقلال الإسرائيلي. في نوفمبر 2004, تم اعتماد هاتيكفا رسمياً من خلال علم إسرائيل وشعار النبالة وقانون النشيد الوطني لإيمبر كوهين.
أطفال إسرائيليون يتعلمون قصيدة نفتالي إمبر في مدرسة عامة دون تقدير لمساهمة صموئيل كوهين. على الصعيد العالمي، يتم التعرف على هاتيكفا عالميًا من خلال موسيقى كوهين وليس من خلال قصيدة إمبر.

## الوفاة

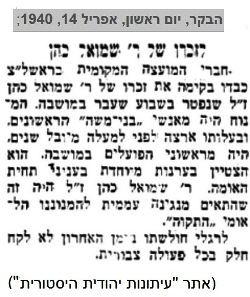
في ذكرى السيد. شموئيل كوهين

توفي كوهين في 28 مارس 1940. دفن في مقبرة ريشون لتسيون (القديمة). بعد سنوات من الإهمال، تدهور مقبرة كوهين بشكل خطير. نوفمبر 2020, قامت الجمعية اليهودية الأمريكية للمحافظة على التاريخ بترميم وحفظ مقابر كوهين وزوجته مينا بموجب اتفاق مع ريشون لتسيون لتعكس أسلوب الدفن التاريخي الأصلي.
تمت إضافة عنصر تفسيري محدد للمساعدة في تحديد موقع الدفن. العنصر عبارة عن شعلة منحوتة مع نجمة داود تخرج من المنتصف. المفتاح الموسيقي ملحوم بالنجم. تحمل النحت عنوان المعنى التاريخي لهاتيكفا، «أمل» الشعب اليهودي في الاستقرار بسلام مرة أخرى في وطنه الذي يبلغ عمره 2000 عام. تم إنشاء التمثال من قبل النحات الإسرائيلي الشهير سام فيليب. اختار فيليب أن يصنع الشعلة من شظايا معدنية لصواريخ قاسم أُطلقت من قطاع غزة في محاولات عشوائية لقتل إسرائيليين. العنصر المنحوت بعنوان «شعلة هاتيكفا».

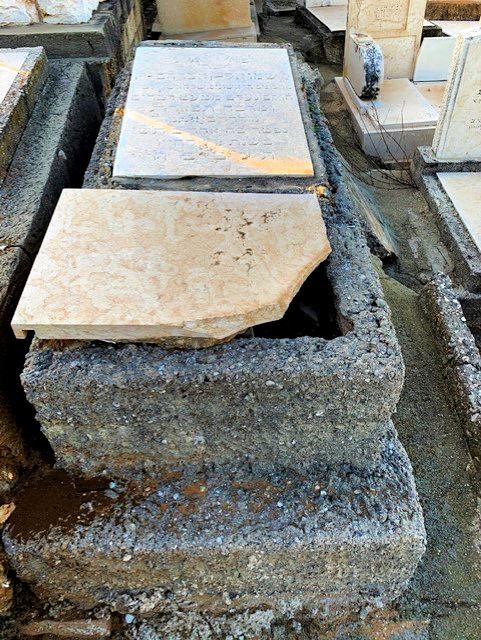
قبر صموئيل (شموئيل) كوهين, ملحن النشيد الوطني الإسرائيلي, هاتيكفا.

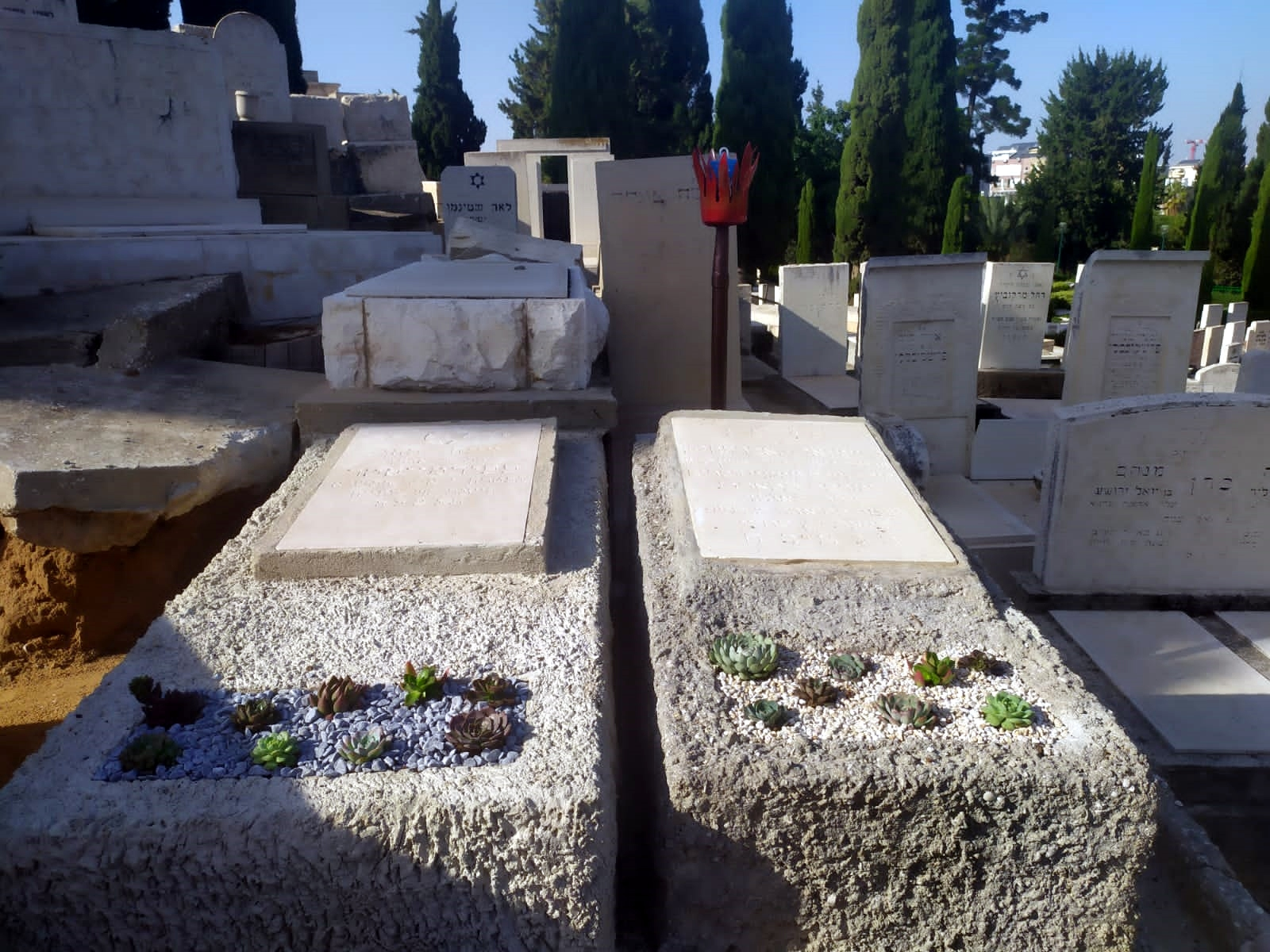
قبر شموئيل كوهين وزوجته بعد ترميمه من قبل الجمعية اليهودية الأمريكية للحفاظ على التاريخ.

## روابط خارجية
- "The Second Death of Shmuel Cohen, the Hatikvah's Composer". مؤرشف من الأصل في 2022-01-19.
- "Encyclopedia Judaica: Ha-Tikvah". مؤرشف من الأصل في 2022-09-22. اطلع عليه بتاريخ 2020-05-25.
- "Samuel Cohen and "Hatikvah"". walkerhomeschoolblog (بالإنجليزية). 23 Jan 2019. Archived from the original on 2022-01-20. Retrieved 2020-05-25.
- "Hatikvah, the National Anthem of Israel". My Jewish Learning. مؤرشف من الأصل في 2023-01-27. اطلع عليه بتاريخ 2020-05-25.
- "Hatikva - National Anthem of the State of Israel". knesset.gov.il. مؤرشف من الأصل في 2022-12-06. اطلع عليه بتاريخ 2020-05-25.
- Zion، Ilan Ben. "How an unwieldy romantic poem and a Romanian folk song combined to produce 'Hatikva'". www.timesofisrael.com. مؤرشف من الأصل في 2022-09-21. اطلع عليه بتاريخ 2020-05-25.